# Relation de Jacobi
La relation de Jacobi (ou identité de Jacobi), due à Charles Gustave Jacob Jacobi, est la condition nécessaire imposée sur un espace vectoriel {\displaystyle V\,} muni d'une application bilinéaire alternée {\displaystyle \left[\cdot ,\cdot \right]:V\times V\rightarrow V\,} pour en faire une algèbre de Lie ; on dit alors que l'application {\displaystyle \left[\cdot ,\cdot \right]} est un crochet de Lie. La relation de Jacobi s'écrit de la façon suivante :
{\displaystyle \forall x,y,z\in V,\qquad \left[x,\left[y,z\right]\right]+\left[z,\left[x,y\right]\right]+\left[y,\left[z,x\right]\right]=0}